# Gonnostramatza
Gonnostramatza (en sard, Gonnostramatza) és un municipi italià, dins de la província d'Oristany. L'any 2007 tenia 542 habitants. Es troba a la regió de Marmilla. Limita amb els municipis de Collinas (VS), Gonnoscodina, Masullas, Mogoro i Siddi (VS).

## Administració
| Període | Identitat            | Partit        |
| ------- | -------------------- | ------------- |
| 2005-   | Maria Antonella Ardu | Llista cívica |